# Jermiek Kukietow
Jermiek Ałpysbajewicz Kukietow (oryg. Ермек Алпысбаевич Кукетов; ur. 8 czerwca 1982) – kazachski zapaśnik w stylu klasycznym. Brązowy medalista mistrzostw świata w 2005 i mistrzostw Azji w 2008. Drugi w Pucharze Azji w 2003, akademicki mistrz świata z 2004 roku.